# Akasik Mountain
Akasik Mountain är ett berg i Kanada.   Det ligger i provinsen British Columbia, i den södra delen av landet, 3 400 km väster om huvudstaden Ottawa. Toppen på Akasik Mountain är 2 450 meter över havet, eller 289 meter över den omgivande terrängen. Bredden vid basen är 4,8 km.
Terrängen runt Akasik Mountain är huvudsakligen bergig, men västerut är den kuperad.Trakten runt Akasik Mountain är nära nog obefolkad, med mindre än två invånare per kvadratkilometer.. Närmaste större samhälle är Lytton, 12,9 km öster om Akasik Mountain.
I omgivningarna runt Akasik Mountain växer i huvudsak barrskog.